# Les Essarts, Vendée

Les Essarts este o comună în departamentul Vendée, Franța. În 2009 avea o populație de 5,004 de locuitori.